# Americanismo (linguística)

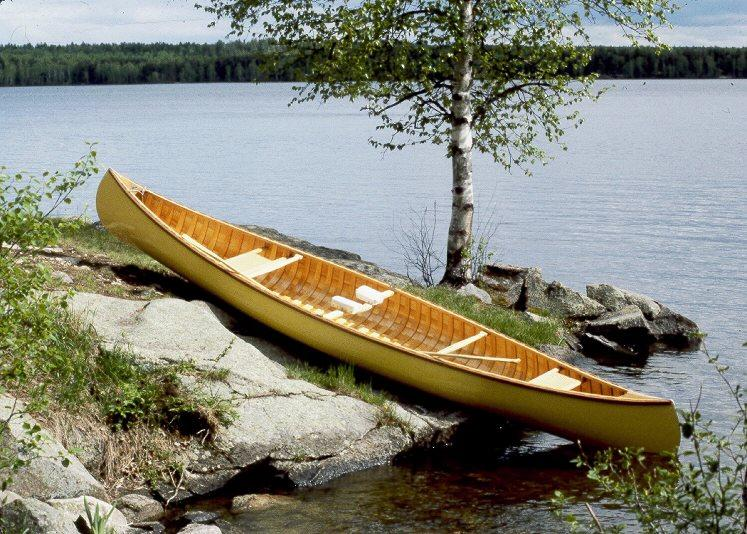
A palavra "canoa" é o primeiro americanismo incorporado ao idioma espanhol.

Em linguística, chama-se americanismo:
- a expressão que, empregada num idioma que não é originário de América, está tomada de um que sim é de ali; é um tipo de estrangeirismo;
- a expressão de um idioma alheio a América cunhada por seus falantes nesse continente.

No idioma espanhol, um caso especial de americanismo é o angloamericanismo: é a expressão que prove/provem do inglês tal como se fala nos Estados Unidos, como são as palavras básquetbol, selva, flipar e Óscar (referido ao prêmio cinematográfico), ou como se fala no Canadá. Em seu dicionário de americanismos, a RAE recolhe umas 70 000 vozes, lexemas complexos, frases e locuções e um total de 120.000 acepções.

## Os americanismos no idioma espanhol
Desde o ano 1492, com a chegada a América de Cristóbal Colón e seus homens, houve um intenso intercâmbio cultural pelo que as línguas indígenas se enriqueceram com vocábulos castelhanos e o castelhano incorporava verdadeiro número de novos vocábulos das línguas indígenas sem correspondência no Velho Mundo, já que designavam fenómenos atmosféricos (furacão), animais (jaguar, cocuyo, colibri, tubarão), vegetais (ceiba, batata, fumo, caoba), objetos (rede, canoa), costumes (barbacoa) e instituições (cacique) próprios daquelas terras recém descobertas. Muitos desses vocábulos passaram a sua vez desde o espanhol ao resto das línguas europeias.
O primeiro americanismo incorporado ao espanhol é a palavra "canoa", utilizada por Cristóvão Colombo o 26 de outubro de 1492 no Diário da Primeira Viagem. O seguinte fragmento é do texto desse diário tal como foi reconstruído por Bartolomeu de las Casas:

Viernes 26 de octubre. Estuvo de las dichas islas de la parte del Sur-. Era todo baxo cinco o seis leguas, surgió por allí. Dixeron los indios que llevaba que avía de ellas a Cuba andadura de día y medio con sus almadías, que son navetas de un madero adonde no llevan vela. Estas son las canoas.
Quanto à procedência dos empréstimos, a maioria deles procede das línguas amplamente estendidas que ainda hoje contam com um grande número de falantes: o náhuatl, o quéchua, o aimará e o guarani (junto com outras línguas tupi-guarani). Além destas línguas, também destacam as línguas aruaques e as línguas caribes, muito minoritárias hoje em dia. As línguas maias, apesar de sua importância demográfica, contribuem relativamente poucos empréstimos.[cita [carece de fontes?]
Quanto ao tipo de léxico contribuído, boa parte corresponde a plantas e animais autóctones de América, e há também modismos locais ou nacionais de uso geral em América, sinônimos provenientes de outras línguas e palavras que designam objetos domésticos, alimentos preparados e conceitos da organização social dos povos indígenas.

## Americanismos provenientes de línguas indígenas

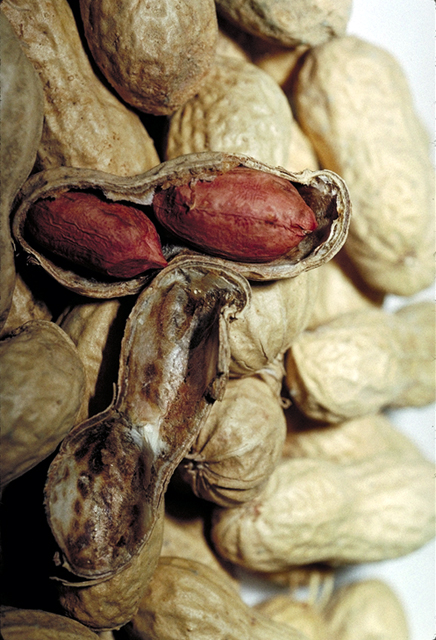
Arachis hypogaea: "maní" (proveniente da língua taína) ou "cacahuate" (proveniente da língua náhuatl).

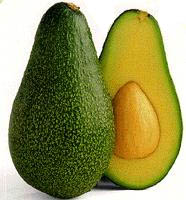
Persea americana: "aguacate" (proveniente da língua náhuatl) ou "palta" (proveniente da língua quéchua).

Muitos dos americanismos foram tomados do idioma taíno, outrora língua indígena nas Antilhas, as primeiras terras colonizadas pelos espanhóis, bem como dos idiomas que se falavam nas grandes civilizações americanas pré-colombianas, principalmente nas civilizações asteca, inca e maia.

### Doalgonquino
caribú†
Caribú é o nome de um mamífero selvagem de América do Norte. Prove/Provem do Míkmaq qalipu, "rascador de neve" e este de qalipi, "pá de neve", do proto-Algonquino *maka·ripi-
caucus†
De uso em Porto Rico, refere-se a uma reunião dos dirigentes que integram a representação de um partido político numa legislatura para especificar a acção que deve ser seguida no pleno do Congresso segundo a RAE. Conquanto a etimología não é clara, provavelmente do Algonquino 'cau´-cau-as´ou' que significa conselho ou cawaassough que significa conselheiro ou orador.
esquimal†
A palavra esquimal deriva de esquimantsic que significa comedor de carne crua na língua dos abenaki. Os esquimales se autodenominan Inuit.
husky†
a palavra husky prove/provem da deformação de huskemaw, uskemaw (esquimal) que a sua vez prove/provem da língua Crê eskie, nome utilizado para denominar aos esquimales.
tobogán†
Chegou ao castelhano do inglês, que o tomou do francês tabaganne e este do algonquino  topakan que era um trineo para deslizar pela neve.
tótem†

uapití†
Ciervo de América do norte. Toma seu nome de wapití, palavra que na língua Shawnee significa nalgas brancas, em referência à cor de seus quartos traseros.

### Daslínguas tupi-guarani
- - Do guarani: aí, ananá, caju, capivara, quati, inambú, maracajá, ema, guaraná, tatu, tamanduá,  jacaré.
  - Do tupinambá: tapioca (< typy ʔók-a) , jaguar (< jawár-a), mandioca (< mani ʔók-a), tucán (< tukán-a) ou tapir (< tapi ʔír-a).

### Domapudungun

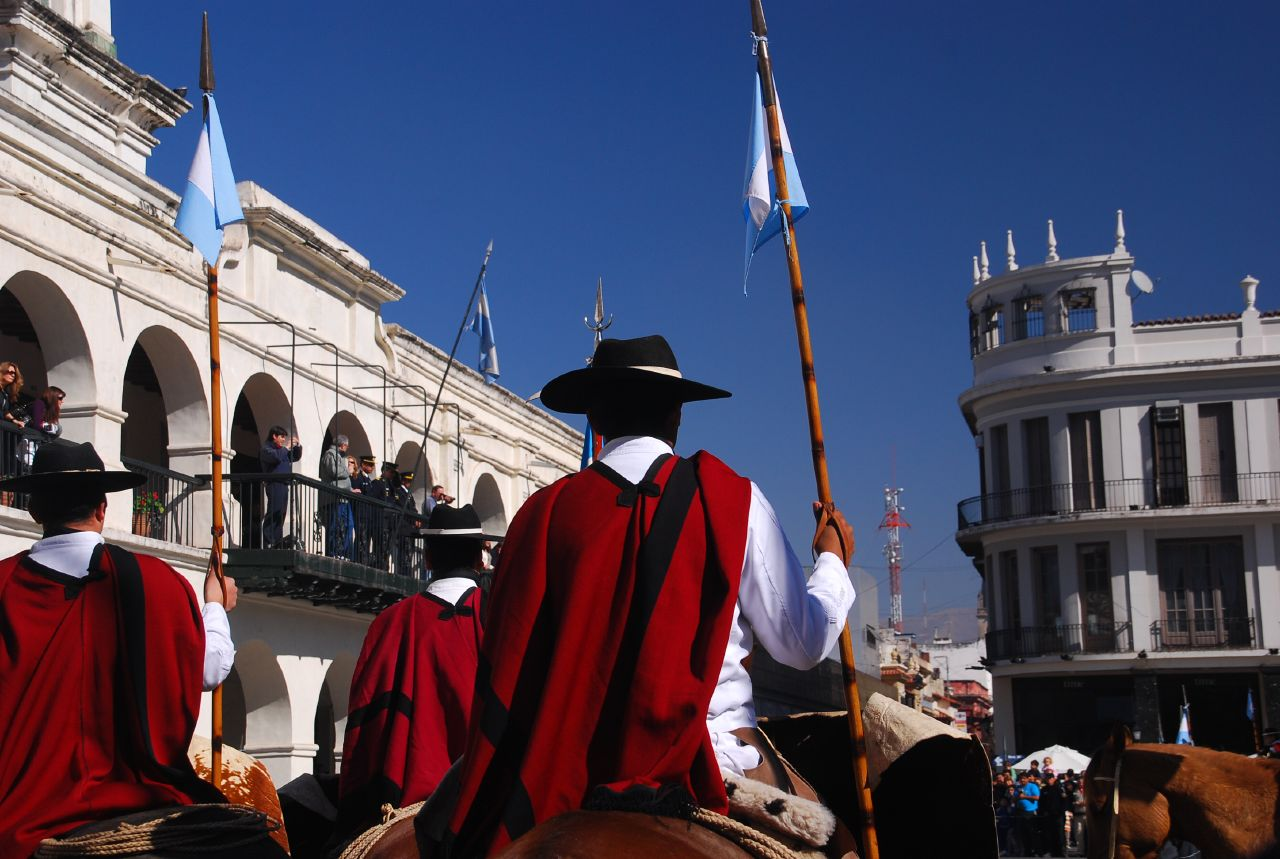
Gaúchos desfilando com poncho saltenho.

boldo†
Deriva do mupudungun voldu que é o nome da árvore em mapuche.
coipo†
Do mapudungun coipu.
lahuán†
Nome de um ciprés de América do Sul. Prove/Provem do mapudungun lawál que significa ultrapassar ou superar a morte, chamado assim por sua longevidade.
poncho†
Deriva do mapudungun pontro, género ou teia de lana.

### Domaia
cenote†
depósito de água. Prove/Provem do maya yucateco tz'onot que significa depósito de água, poço ou abismo.
cigarro†
Deriva do maya siyar.

### Donáhuatl
Da língua dos povos nahuas, provem/provêm: aguacate, zoquete, petaca, malacate, petate, chocolate, cacau, tomate, coyote, hule, tiza, chicle, cacahuate, chile, cuate, guacamole, jícara, mezcal, milpa, mole, nopal, ocelote, papalote, peyote (veja-se: nahuatlismo).

### Do quechua

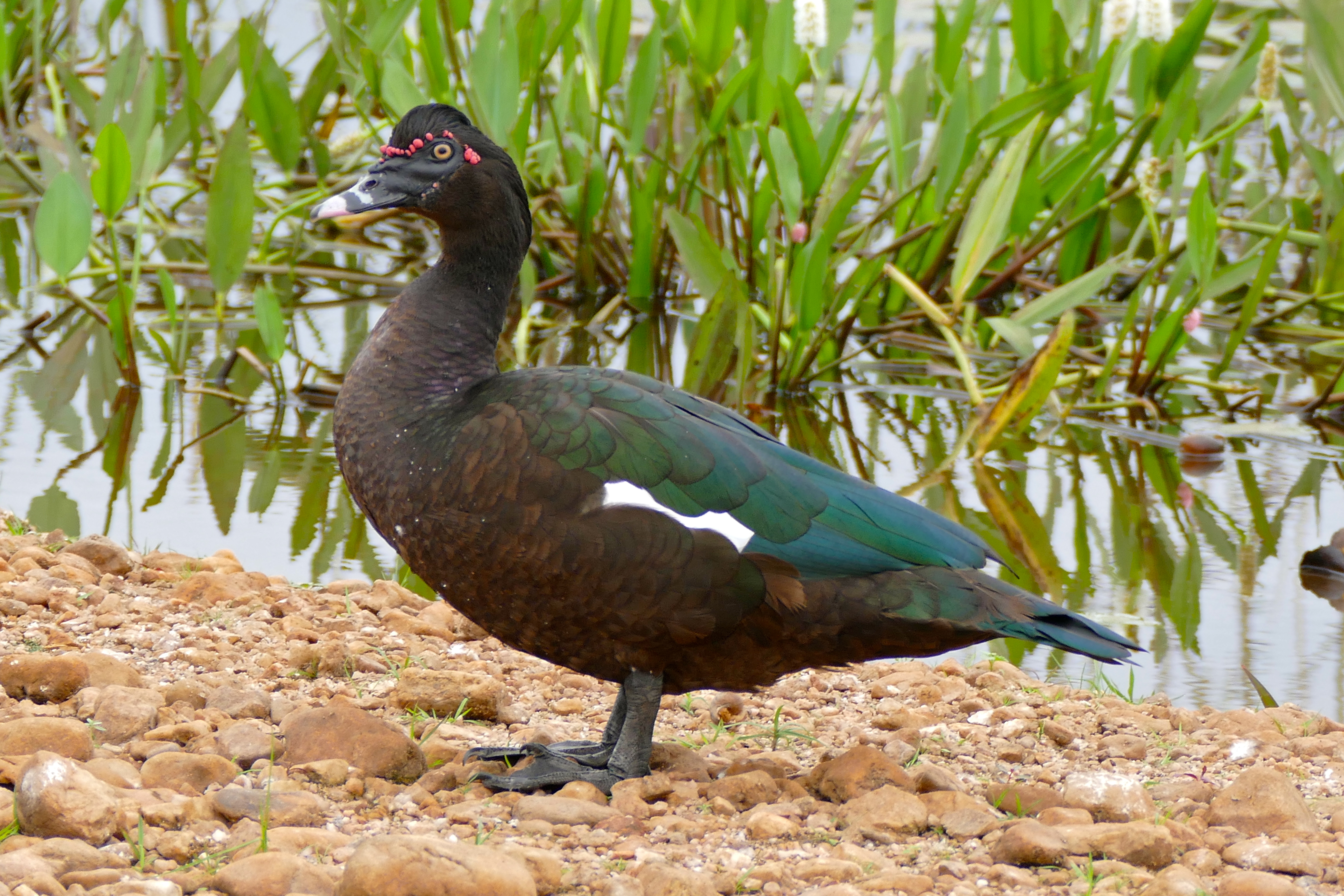
Ñuñuma

Do quechua provem/provêm:
campo†

carpa †

caucho †

chirimoya†

choclo†

cóndor†

curaca†

guacho
huaca
huayco
ñuñuma†
Ánade americano domesticado pelos Incas. Do quechua ñuñuma.
palta
pampa
papa
paujil
poroto
puma†
Felino americano. Do quechua puma. O termo aparece pela primeira vez em 1602 em Comentários reais dos Incas de Garcilaso da Vega.
puna
quena
quina
do quechua kina.
quina
do quechua kina 'corteza' + -īn(a) quím. 'substância'.
quincho
yuyo
zapallo
Vincha

### Daslínguas arauaque

#### Doidioma taíno
Do taíno provem/provêm os primeiros americanismos introduzidos no castelhano
ají
anón
barbacoa
batata
bejuco
bijao
boniato
cacique
canoa
deriva do taíno caná-oua, composto com canâa cavar, esvaziar e ueé árvore.
carey
caimán
caimito
caoba
ceiba
cocuyo
colibrí
comején
Cuba
bahama
daiquiri
enagua
habana
Haiti
guajiro
guásimo
guayacán
rede
furacão
henequén
iguana
jaba
jagua
jaiba
jején
jíbaro
jobo
macana
macuto
majagua
maguey
manatí
maní
maraca
nasa
nigua
piragua
pitajaya
sabana
fumo
palavra de origem taíno segundo Bartolomé das Casas quem escutou-a a estes indígenas em 1561.
...siempre los hombres con un tizón en las manos, y ciertas hierbas para tomar sus sahumerios, que son unas hierbas secas metidas en una cierta oja, seca también, á manera de mosquete hecho de papel, de los que hacen los muchachos la pascua del Espíritu Santo, y encendido por la una parte del por la otra chupan, ó sorben, ó reciben con el resuello para adentro aquel humo, con el cual se adormecen las carnes y cuasi emborracha, y así, diz que, no sienten el cansancio. Estos mosquetes, ó como los llamaremos, llaman ellos tabacos.

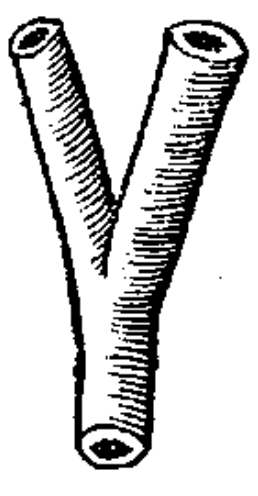
Primeira ilustração da pipa de fumo, pelo cronista Gonzalo Fernández de Oviedo(1535)

Un cronista contemporáneo, Gonzalo Fernández de Oviedo describe el consumo del tabaco en su Historia General de las Indias (1835) como parte de un ritual y describe sus efectos somníferos:

... é tomaban el aliento é humo para si una é dos é tres é mas veçes, quanto lo podían porfiar, hasta que quedaban sin sentido grande espaçio, tendidos en tierra, beodos ó adormidos de un grave é muy pessado sueño... Esta hierva tenían los indios por cosa muy presçiada, y la criaban en sus huertos é labranças, para el efeto que es dicho; dándose á entender que este tomar de aquella hierva é záhumerio no tan solamente les era cosa sana, pero muy sancta cosa...

... é tomaban el aliento é humo para si una é dos é tres é mas veçes, quanto lo podían porfiar, hasta que quedaban sin sentido grande espaçio, tendidos en tierra, beodos ó adormidos de un grave é muy pessado sueño... Esta hierva tenían los indios por cosa muy presçiada, y la criaban en sus huertos é labranças, para el efeto que es dicho; dándose á entender que este tomar de aquella hierva é záhumerio no tan solamente les era cosa sana, pero muy sancta cosa...

tiburón
tonina
- Do tehuelche: gualicho (feitiço ou diabo).
- Das línguas caribe: arepa, butaca, canibal, caribe (< galibi / garibi 'homem (de etnia caribe)'), catire, curar, guayuco, loro, mico, pecarí, tamarino, totumo

#### Dochibcha

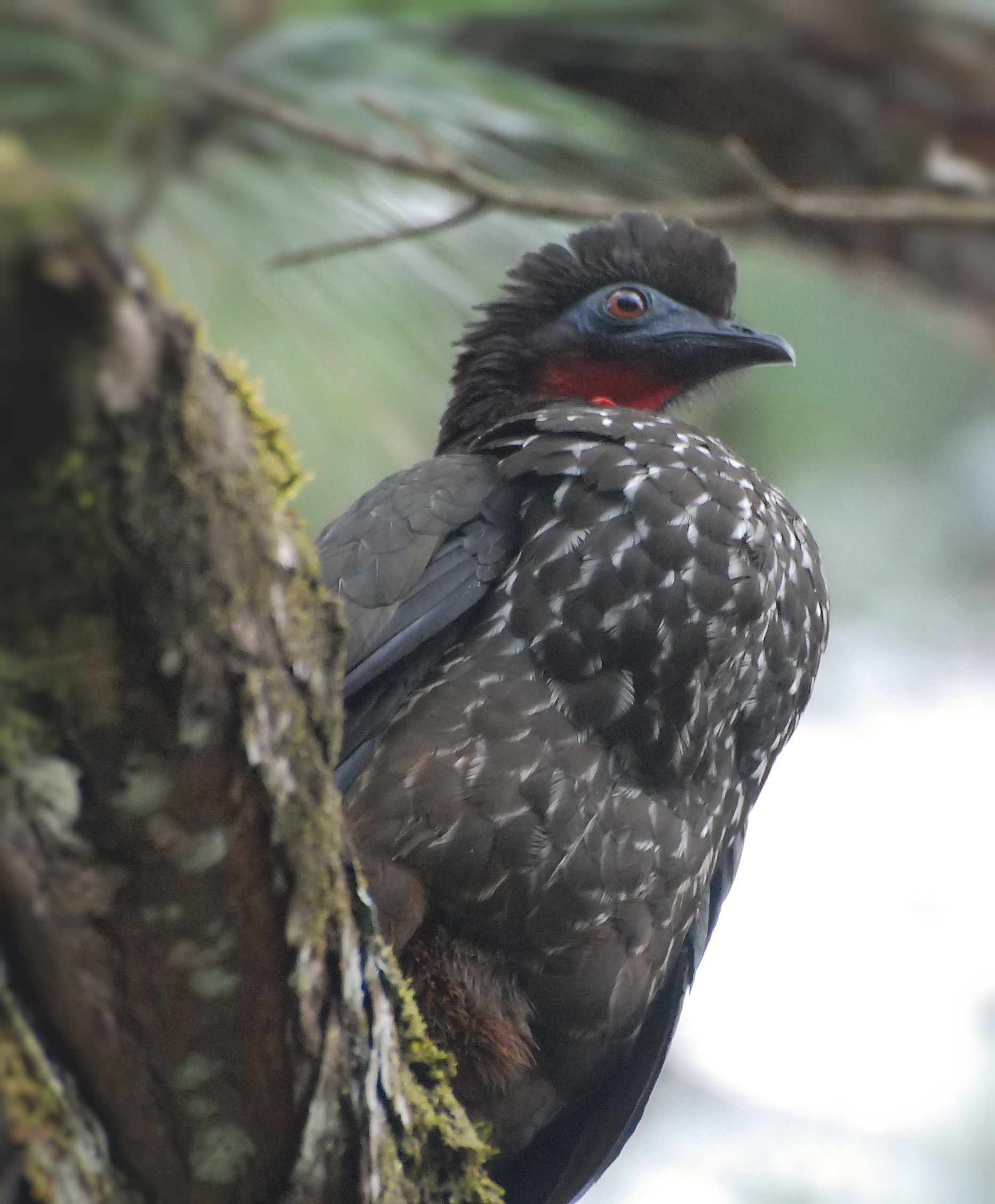
Guan no vulcão Arenal, Costa Rica

bocaracá†

changua†

chaquira
chicha†

guan†
Ave americana. Nome de origem guna.
guache
guaricha
Atarván/Atarbán
Tote

#### Daslínguas esquimo-aleutianas
anorak
iglú
kayak
nanuq

## Americanismos criados em América
- De origem indeterminada: amalaya, vaina (problema), chacarera, chamba (trabalho), charango, chévere.
- Argentina e Uruguai: barrilete (cometa), boludo, chacarera, gambeta, torcedor (com o sentido de "pessoa molesta ou importuna”), laburo, grelha (em autos ou bicicletas; com o significado de somier ou aquele de "conjunto de alimentos preparados numa grelha), pibe, tango.[2]
- Colômbia: bacano, chimba, compa´e, trolo (problema).
- Equador: canguil (palomitas de milho), bacán, ceviche, chagra, chulla.
- México: mariachi, taco.
- Peru: ceviche, bacán, pisco (bebida alcohólica), campo (palomitas de milho).
- Uruguai: botija.
- Venezuela: toche, guarimba, arepa, cachapa, hallaca, mojito, pajúo.